# Besenginster
Der Besenginster (Cytisus scoparius), genauer Gewöhnlicher Besenginster genannt, ist eine Pflanzenart in der Unterfamilie der Schmetterlingsblütler (Faboideae) innerhalb der Familie der Hülsenfrüchtler (Fabaceae). Obwohl der Besenginster den Wortbestandteil „-ginster“ im Trivialnamen trägt, gehört er nicht zur Gattung Ginster (Genista), sondern zur Gattung Geißklee (Cytisus).

## Beschreibung

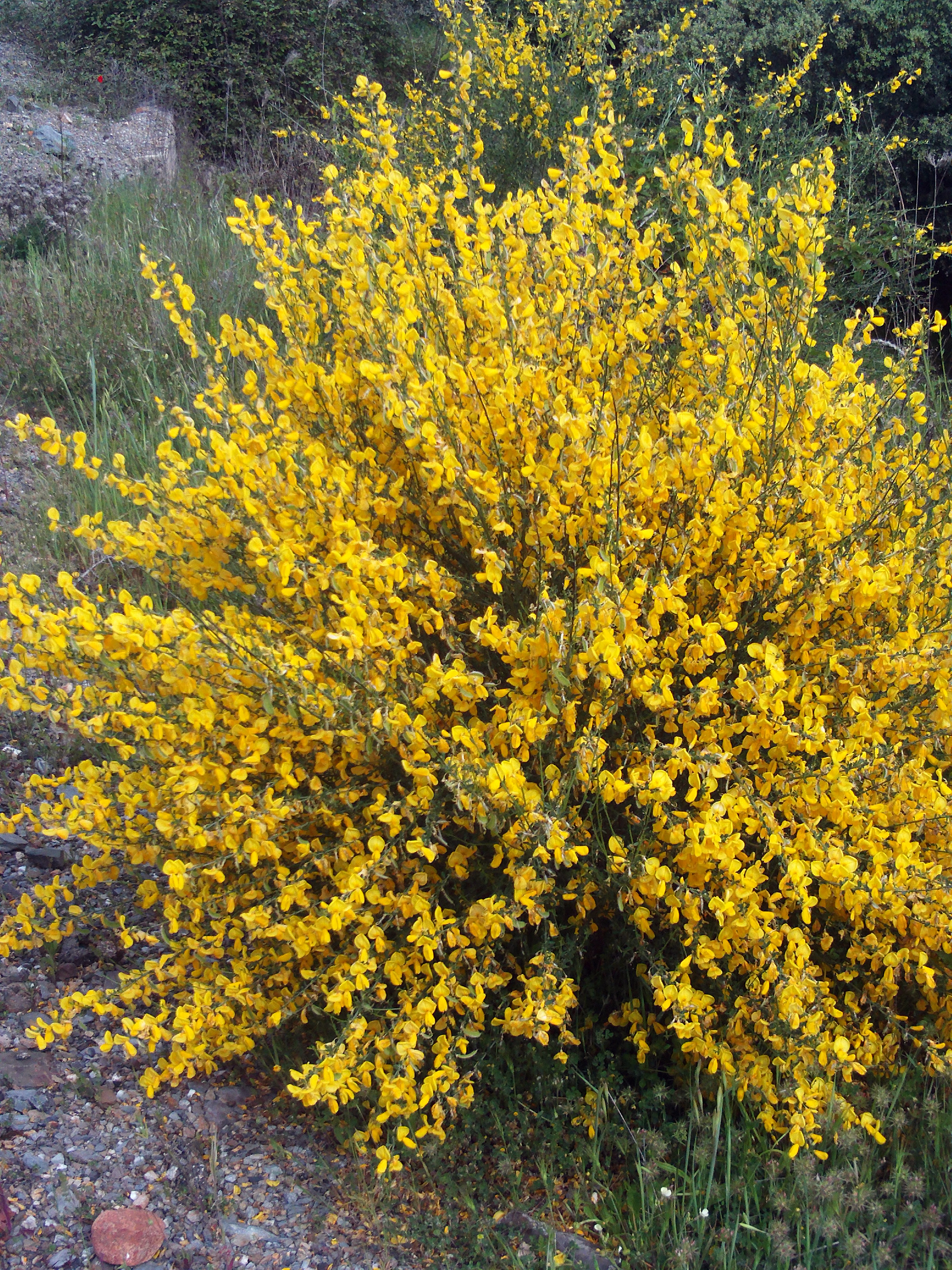
Habitus

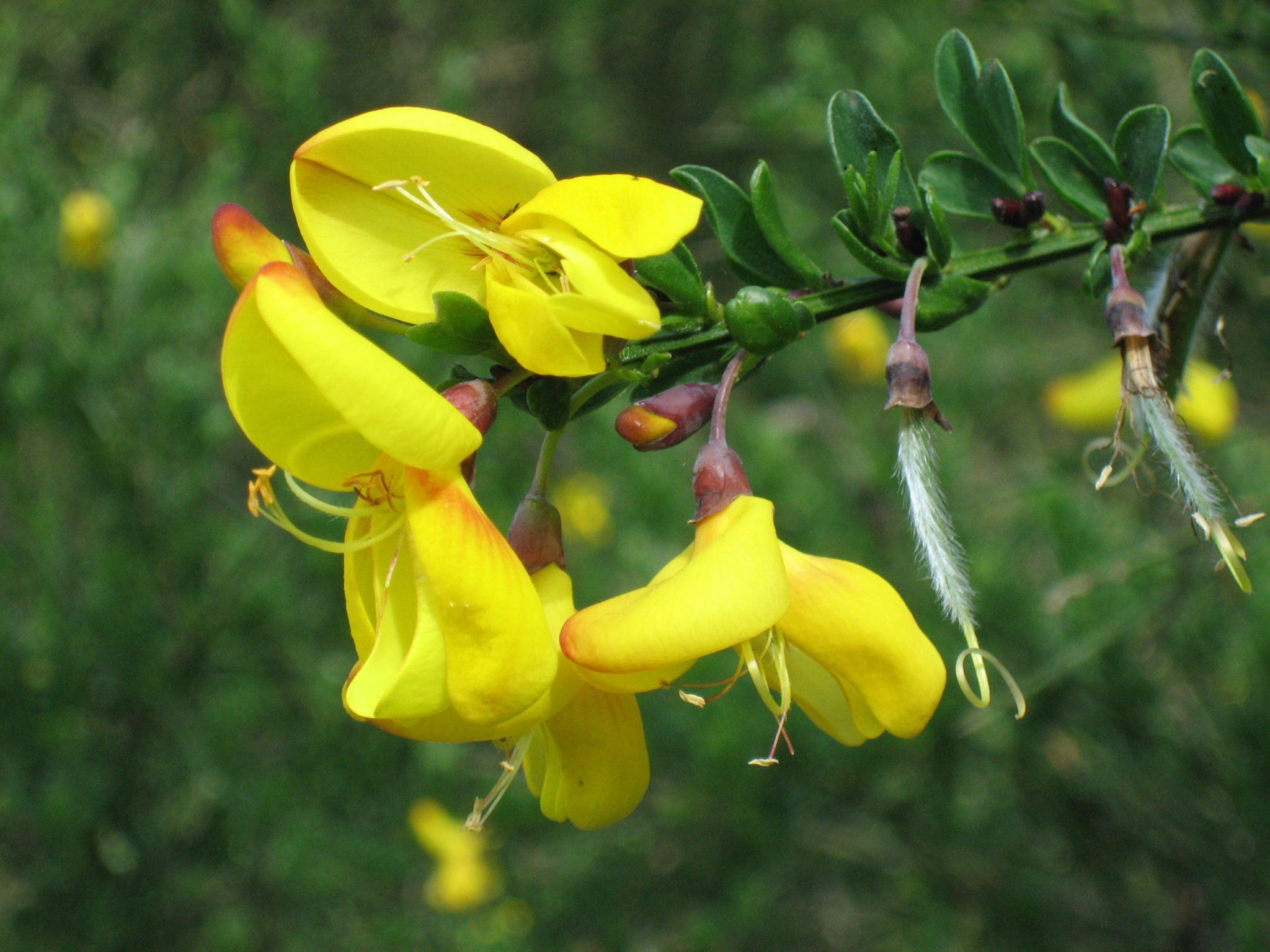
Zweig mit Blütenknospen, offenen Blüten und jungen Früchten kurz nach der Befruchtung

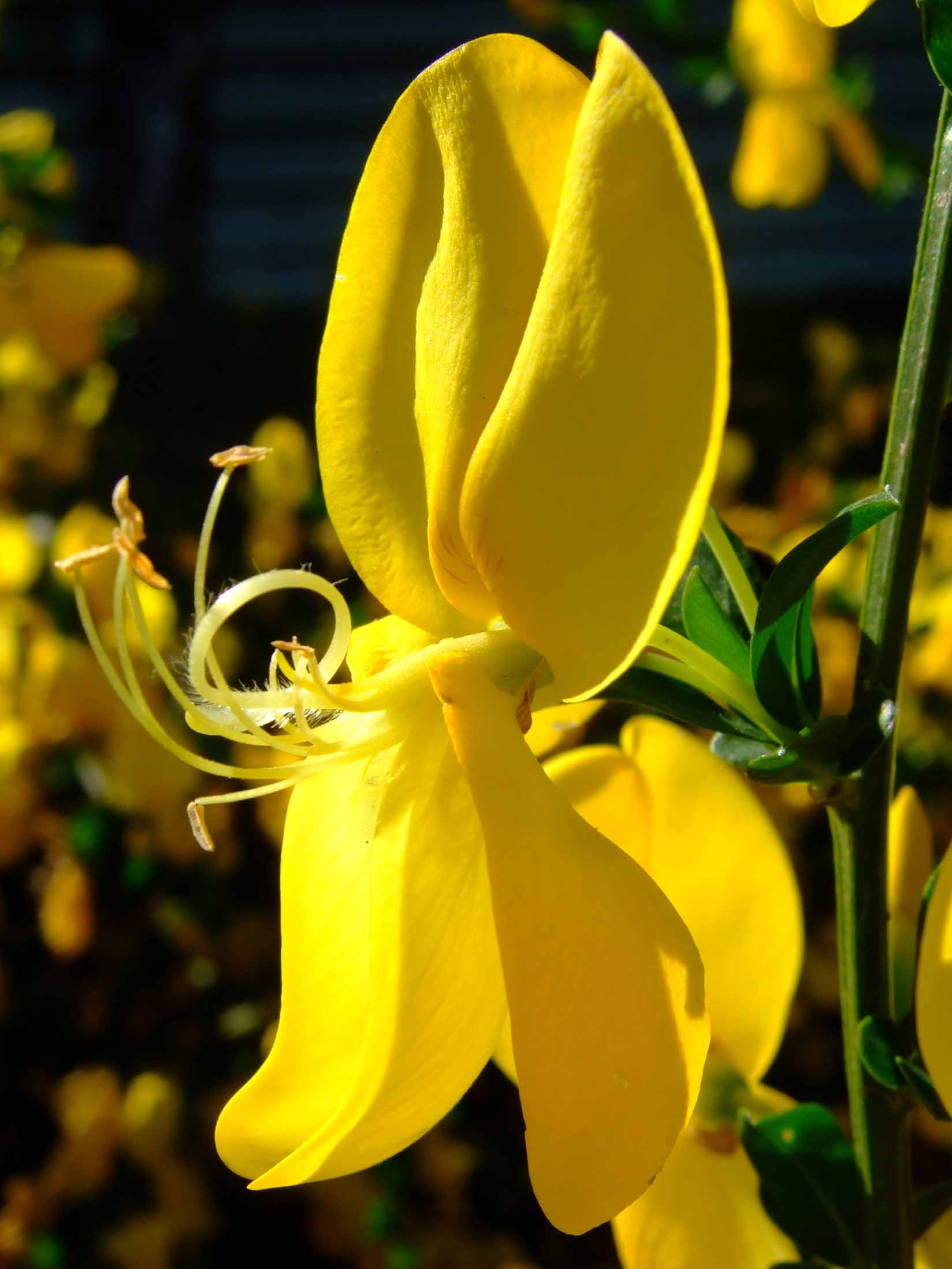
Zygomorphe Blüte nach „Explosion“ des Schiffchens

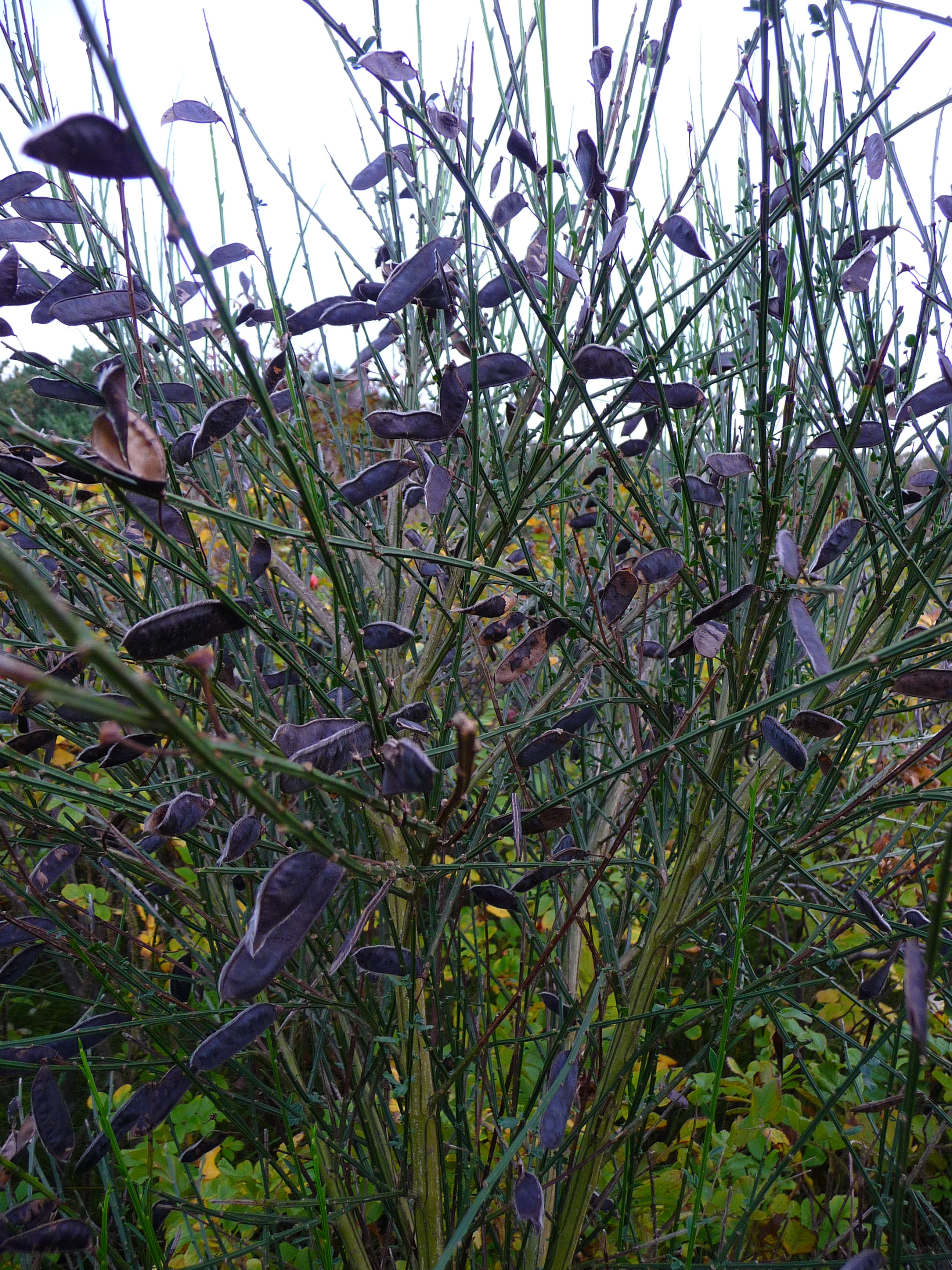
Zweige mit reifen Hülsenfrüchten

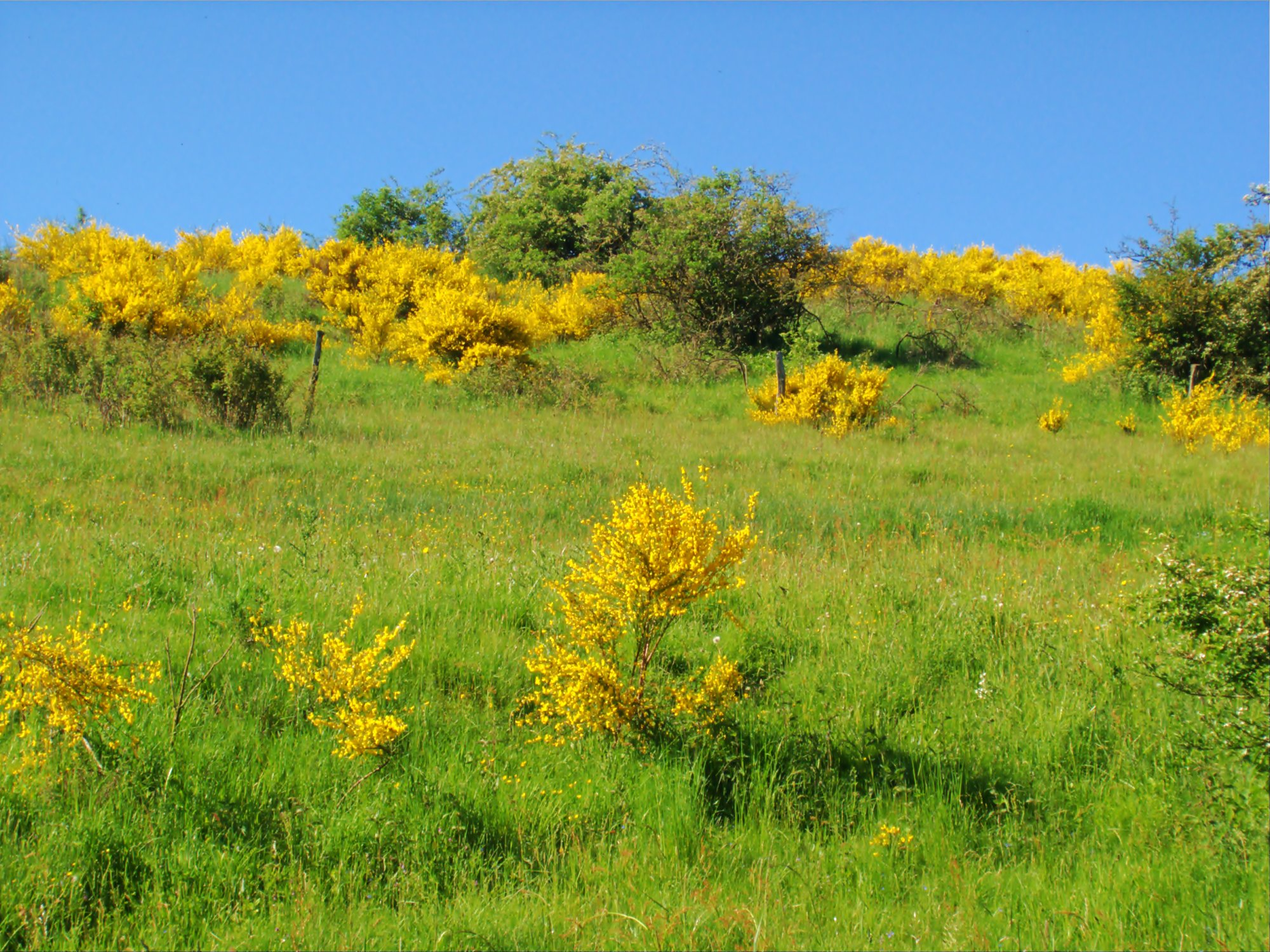
Besenginster auf einer exponierten Extensivweide

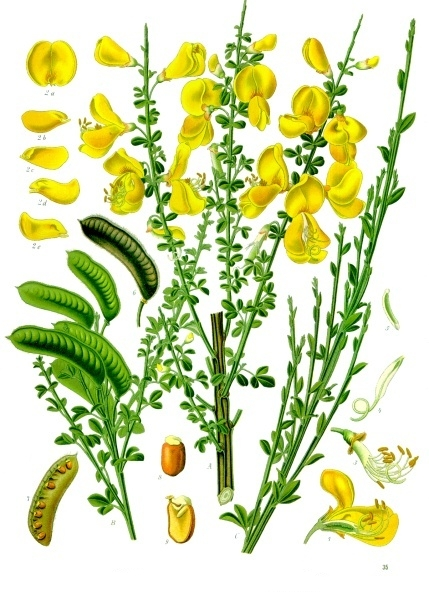
Illustration aus Köhler's Medizinalpflanzen

### Vegetative Merkmale
Der Besenginster ist ein winterkahler, auch sommerkahler Strauch (Rutenstrauch), der Wuchshöhen von 1 bis 2 Metern erreicht, selten auch ein kleiner, bis zu 3 Meter hoher Baumstrauch. Er besitzt lange, besenförmig dichtstehende, fünfkantige, aufrechte grüne Zweige. Er besitzt auch eine sehr kräftige Pfahlwurzel, die an den Seitenwurzeln handförmig gelappte Knöllchen trägt.
Die wechselständigen, dreiteiligen Laubblätter haben verkehrt-eiförmige bis lanzettliche Teilblättchen und sind seidig-behaart. Der Blattstiel ist höchstens 1 Zentimeter lang, die Teilblättchen sind 1 bis 2 Zentimeter lang. An den oberen Langtrieben entwickeln sich meist erst postfloral bis zum Winter ungestielte und ungeteilte Blätter.

### Generative Merkmale
Die Blütezeit reicht von Mai bis Juni. Die Blüten stehen einzeln oder zu zweien an Kurztrieben in den oberen Zweigteilen. Diese Kurztriebe stehen in langen Blütenständen am Ende der Zweige.
Die zwittrigen Blüten sind bei einer Länge von bis zu 2,5 Zentimetern als Schmetterlingsblüten zygomorph und fünfzählig mit doppelter Blütenhülle. Von den Kelchlippen, die rasch vertrocknen, ist die obere zweizähnig, die untere dreizähnig. Die fünf Kronblätter sind goldgelb. Die Fahne ist zurückgeschlagen, die Flügel sind stumpf. Alle zehn Staubblätter sind zu einer Röhre verwachsen. Der Fruchtknoten ist weißzottig mit kahlem, gekrümmtem Griffel.
Die zuletzt schwarzen Hülsenfrüchte sind stark abgeflacht, auf den Flächen kahl und an den Nähten dicht mit langen weißen oder gelblichen Haaren besetzt. Die Samen sind länglich-rundlich und tragen ein Elaiosom.
Die Chromosomenzahl beträgt 2n = 46 oder 48.

## Ökologie
Der Besenginster ist schnellwüchsig, Jungpflanzen werden im ersten Jahr bis 45 Zentimeter hoch. Im zweiten Jahr beginnen sie sich zu verzweigen und werden bis über 1 Meter hoch. Der Holzzuwachs ist im vierten Jahr am stärksten, danach nimmt das Wachstum rasch ab. Der Blühbeginn liegt meist im dritten Jahr. Der frostempfindliche Strauch friert in strengen Wintern bis auf den dicken Stamm zurück. Der Besenginster ist ein Rohboden-Pionier. Der Besenginster wird meist nicht älter als zwölf Jahre.
Er ist ein Tiefwurzler und besitzt, wie es bei Hülsenfrüchtlern die Regel ist, Wurzelknöllchen mit Stickstoff bindenden symbiontischen Bakterien.
Blütenökologisch handelt es sich um „Pollen-Schmetterlingsblumen mit Schnellmechanismus“. Nektar wird nicht vorgehalten.
Der Bestäubungsmechanismus kann nur von großen Hummeln ausgelöst werden: Setzt sich ein größerer Blütenbesucher auf die Flügel, wird das über eine Falte mit den Flügeln verbundene Schiffchen niedergedrückt. Dabei öffnet es sich an der Oberseite und es schnellen zuerst die fünf kürzeren Staubblätter hervor und schleudern ihren Pollen an den Bauch des Besuchers (Explosionsmechanismus). Ist das Schiffchen bis zur Spitze gespalten, kommt es zu einer zweiten Explosion, durch die der Griffel und fast gleichzeitig die vier längeren, unteren Staubblätter des inneren Kreises hervorschnellen und dem Besucher auf den Rücken schlagen. Explodierte Blüten werden von Pollen sammelnden, kleineren Bienen und Käfern besucht. Selbstbestäubung ist erfolglos.
Die schwarzen und deshalb Wärme speichernden Hülsenfrüchte sind typische Austrocknungsstreuer. Meist in der Mittagshitze platzen die Hülsen mit einem Knall längs der oberen und unteren Naht auf, die beiden Hülsenhälften rollen sich schraubig auseinander und schleudern dabei ihre Samen mehrere Meter weit in die Umgebung – so wie es auch bei anderen Ginstern üblich ist. Zudem ist eine Ausbreitung der runden Samen als Rollsamen möglich, ebenso eine Ausbreitung über den Kropf von Tauben oder wegen der Ölkörper (Elaiosomen) durch Ameisen. Die hartschaligen Samen reifen Ende August bis Anfang September, sie keimen erst im zweiten Jahr und bleiben Jahrzehnte keimfähig. Die Keimung erfolgt nur im Licht und wird durch Brand gefördert.
An den Pflanzen findet sich neben weiteren spezialisierten Insekten oft der Besenginster-Spitzmausrüssler.

## Vorkommen
Der Besenginster hat ursprüngliche Vorkommen in fast allen Ländern Europas und fehlt nur in Island, Finnland, Luxemburg, Albanien, Bulgarien und in der Türkei. Eingeschleppt kommt er vor in Nord- und Südamerika, in Südafrika, Madagaskar, Indien, Korea, Japan, Australien und Neuseeland.

### Standorte
Der Besenginster lebt häufig und gesellig auf Extensivweiden (Brandweiden), in Waldschlägen, an Waldsäumen, in Brachen, an Wegen und Böschungen sowie in lichten bodensauren Eichen- und Hainbuchenwäldern. In Eifel, Rheinischem Schiefergebirge und Sauerland entwickelte sich auf den als Allmenden genutzten Grünlandflächen die Besenginsterheide als Folge einer Form der Wechselwirtschaft, die als Feld-Heide-Wechselwirtschaft bezeichnet wird. Auf einigen Weiden im Schwarzwald und in den Vogesen hat sich der Besenginster unerwünscht als Plage und giftiger Weideverderber ausgebreitet. Dort kommt er bis in Höhenlagen von ungefähr 800 Metern vor und wird danach vom kleineren Flügelginster abgelöst. In den Allgäuer Alpen steigt er im Großen Wald an der Straße zwischen Fallenberghütte und Alpe Schnitzlertal südlich Wertach in Bayern bis zu einer Höhenlage von 1070 Metern auf. Im Bergell steigt die Art bis 1620 Meter Meereshöhe auf.
Der Besenginster gedeiht am besten auf basen- und stickstoffarmen Böden, die lehmig, sandig oder steinig sein können. Er fehlt in reinen Kalkgebieten. Nach Ellenberg ist er eine Lichtpflanze, ozeanisch verbreitet und eine Verbandscharakterart der Besenginster-Gebüsche (Sarothamnenion). Die ökologischen Zeigerwerte nach Landolt et al. 2010 sind in der Schweiz: Feuchtezahl F = 2+ (frisch), Lichtzahl L = 3 (halbschattig), Reaktionszahl R = 2 (sauer), Temperaturzahl T = 4 (kollin), Nährstoffzahl N = 3 (mäßig nährstoffarm bis mäßig nährstoffreich), Kontinentalitätszahl K = 2 (subozeanisch).

## Taxonomie und Systematik
Die Erstveröffentlichung erfolgte 1753 unter dem Namen (Basionym) Spartium scoparium durch Carl von Linné in Species Plantarum Band 2, Seite 709. Die Neukombination zu Cytisus scoparius (L.) Link wurde durch Heinrich Friedrich Link 1822 in Enumeratio Plantarum Horti Regii Berolinensis Altera, Band 2 Seite 241 veröffentlicht. Weitere Synonym für Cytisus scoparius (L.) Link sind: Genista scoparia (L.) Lam., Sarothamnus bourgaei Boiss., Sarothamnus oxyphyllus Boiss., Sarothamnus vulgaris Wimm. nom. illeg., Sarothamnus scoparius (L.) W.D.J.Koch.
Je nach Autor gibt es etwa zwei Unterarten:
- Cytisus scoparius (L.) Link subsp. scoparius: Sie ist in Europa weitverbreitet.
- Cytisus scoparius subsp. maritimus (Rouy) Heywood (Syn.: Genista scoparia var. maritima Rouy): Diese Unterart mit niederliegenden Ästen kommt an der Küste von Frankreich, Großbritannien, Irland, Dänemark und Deutschland vor. Die Chromosomenzahl beträgt 2n = 46.[8]

## Giftigkeit
Der Besenginster ist in allen Pflanzenteilen giftig. Verantwortlich dafür sind Alkaloide wie (−)-Spartein (Hauptalkaloid, rund 90 % der Gesamtalkaloide), (−)-17-Oxospartein, (±)-Lupanin und Hydroxylupanin. Flavonoide sind möglicherweise an der Wirkung beteiligt.
Weitere Inhaltsstoffe sind Phenylethylamine (z. B. Tyramin, Dopamin). Das Flavonglykosid Scoparin (8-C-β-D-Glucosyl-3'-O-methylluteolin) kommt ebenfalls im Besenginster vor.
Vergiftungssymptome sind u. a. Erbrechen, Durchfall, Benommenheit und Kopfschmerzen. Hohe Dosen führen zunächst zu peripherer Atemlähmung, dann zu Bradykardie und asystolischem Herzstillstand.

## Verwendung

### Medizinische Verwendung
Als  pharmazeutische Drogen sind beschrieben:
- die getrockneten, holzigen, grünen Sprosse mit Zweigen und Blättern (Sarothamni scoparii herba bzw. Cytisi scoparii herba)[11]
- die frischen Blüten und Blätter (Cytisi flos)[12]

Wirkstoffe sind: Chinolizidinalkaloide, vor allem Spartein und Lupanin; biogene Amine wie Dopamin und Tyramin; Flavonoide, etwa Scoparin.
Die Wirkung von Besenginsterkraut beruht weitgehend auf dem Alkaloidgehalt. Es dient zur unterstützenden Therapie von Kreislaufregulationsstörungen und zu niedrigem Blutdruck. In der Volksheilkunde auch als harntreibendes Mittel. Wegen des wechselnden Gehalts an Spartein sind eher Fertigpräparate mit standardisierten Extrakten für den Therapieeinsatz geeignet. Das früher angewandte isolierte Spartein (als Sparteinsulfat) wird heute wegen seiner unsicheren Wirksamkeit und Giftigkeit nicht mehr als Arzneimittel eingesetzt. Keine Bedenken bestehen bei der Nutzung der Blüten mit sehr geringem Sparteingehalt als Schmuckdroge in Teemischungen. Sie dürfen bis zu 1 % enthalten.

### Sonstige Verwendung
Der Name deutet auf die einstige Verwendung als Besenreisig hin. Der Besenginster dient als Winterfutter für Hasen und Rehe. Er wird auch als Bodenverbesserer (Knöllchenbakterien) und als raschwüchsiger Bodenfestiger eingesetzt. Kulturformen mit abweichender Blütenfarbe werden als Ziersträucher genutzt. Emil Gött versuchte die Fasern der Pflanze wirtschaftlich zu verwenden, sie erwiesen sich jedoch als zu schwach.

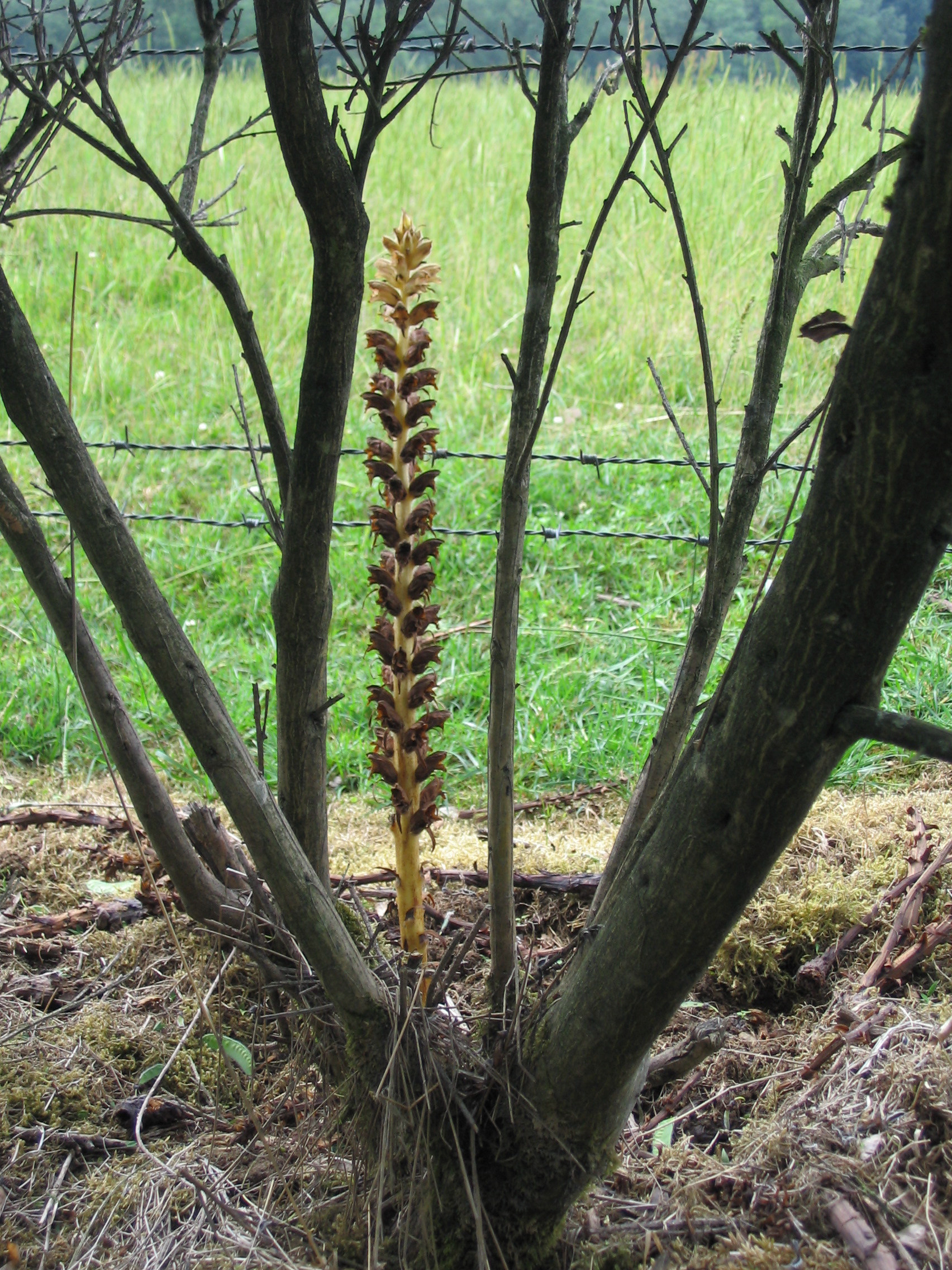
Ginster-Sommerwurz (Orobanche rapum-genistae) auf Besenginster schmarotzend

## Schmarotzer
Zahlreiche Pilzarten leben vom Besenginster. Auch Milben und Gallmücken leben auf ihm. An Blütenpflanzen schmarotzt besonders die Ginster-Sommerwurz (Orobanche rapum-genistae) auf ihm.

## Trivialnamen
Ein weiterer volkstümlicher Name ist Besenstrauch. Für den Besenginster bestehen bzw. bestanden auch die weiteren deutschsprachigen Trivialnamen: Besenginster (Schweiz), Besenkraut (Schweiz), Besenstrauch (Bayern), Bessenkrut (Schleswig-Holstein), Bessenstruk (Mecklenburg), Braem, Brâm (Lübeck bis Ostfriesland), gele Bram (mittelniederdeutsch), Bran (Sachsen), Branen (Sachsen), Breem (mittelhochdeutsch), Brehme (Sachsen), Breme (mittelhochdeutsch), Brempt, Brimma (althochdeutsch), Brimme (Pommern, mittelhochdeutsch), Bromen, Brumme (mittelniederdeutsch), Farbpfriem, Flomber (mittelhochdeutsch), Frauenschüchel, Frumme (mittelhochdeutsch), Gäst, Gaister, Galstern, Ganster, Gast, Gelster, Genester (Schweiz), Genist, Genst, Genster, Gester (Eifel um Lutzerath), Gienitz, Gienst (Schlesien), Gimps (Eifel), Gimst (Eifel), Ginst, Gister (Eifel um Bertrich), Grausen (Schlesien), Grauweide (Bayern), Gripsche, Grimsche (Sachsen), Grinitsch (Schwaben), Grinz, Grinzsche, Grische (Sachsen), Grünitz, Grünling, Grünsper, Günst, Günster, Gunste (mittelhochdeutsch), Gurst, Gynst, Hasenbram (Mecklenburg), Hasengeil (Prignitz, Mecklenburg), Hasenheide, Hasenhuss, Hasenkräutich (Niederlausitz), Hasenkraut (Mark bei Strausberg und Wriezen), Hasenstruch, Heidepfriemen, Heyde (mittelhochdeutsch), Judenruthen, Kranweig (bereits 1519 erwähnt), Krientsch (Mark bei Strausberg), Kühnschoten (Schlesien), Kühnschroten (Frankfurt (Oder), Sachsen), Kühschoten (Schlesien), Kühschroten, Kunschruthen, Pehfriede, Pfingstblume (mittelhochdeutsch) Pfingstpfriemen, Pfremen, Pfriemholz, Pfriemenheide, Pfrim, Pfrimmen (mittelhochdeutsch), Pfrimme, Pfrimmholz, Phriemkrut (mittelhochdeutsch), Phrimma (althochdeutsch), Pinkstblaumen (Grafschaft Mark), Prumen, Prymen, wild Reben (mittelhochdeutsch), Ramse (Schwarzwald), Rechheide, Rehkraut, Schachtkraut, Smelhe (mittelhochdeutsch), Smelohe (mittelhochdeutsch), Stechpfriemen, Vitschen (Sachsen), Wildholz und Witschen.